# Coelichneumon iridipennis
Coelichneumon iridipennis là một loài tò vò trong họ Ichneumonidae.